# Muntele Ossa (Grecia)
Muntele Ossa (în greacă Όσσα), alternativ Kissavos (Κίσσαβος, din slava sudică kisha „vreme umedă, ploaie”), este un munte în unitatea regională Larissa din Tesalia, Grecia. El are înălțimea de 1.978 m și este situat între munții Pelion (la sud) și Olimp (la nord), fiind separat de acesta din urmă prin Valea Tempe.
În mitologia greacă se spune că aloazii au încercat să așeze muntele Pelion în vârful muntelui Ossa, intenționând astfel să ajungă în Olimpul zeilor.